# Mexicallis quirosae
Mexicallis quirosae är en insektsart. Mexicallis quirosae ingår i släktet Mexicallis och familjen långrörsbladlöss. Inga underarter finns listade i Catalogue of Life.